# Латиноамериканска дългова криза
Латиноамериканската дългова криза е финансова криза на някои латиноамерикански държави от началото на 1980-те години, понякога наричана „загубеното десетилетие“. Това е период, когато външният дълг на тези държави надвишава тяхната ергономичност (производствена сила и капацитет) и те не са в състояние да го изплатят.
През 1960-те и 1970-те някои латиноамерикански страни, например Бразилия, Аржентина и Мексико, взимат назаем огромни суми пари от международните кредитори за индустриализация, особено за инфраструктурни програми. Тези страни имат бурно развиващи се икономики по това време, така че кредиторите с охота предоставят заемите. Първоначално развиващите се страни взимат заеми от публични институции като Световната банка. След 1973 г., частните банки са основният приток на средства от богатите на петрол страни, които вярват, че държавният дълг е сигурна инвестиция.
Между 1975 и 1982 г., дългът на Латинска Америка към търговските банки се увеличава годишно с 20,4%. Това довежда до учетворяване на дълга от $75 милиарда през 1975 г. до над $315 милиарда през 1983 г., или 50% от брутния вътрешен продукт на региона (БВП). Обслужването на дълга (лихвите плюс погасяване на главницата) нараства още по-бързо, достигайки 66 милиарда щатски долара през 1982 г., от 12 милиарда долара през 1975 г.